# Hokej na lodzie na Zimowym Olimpijskim Festiwalu Młodzieży Europy 2015
Turniej hokeja na lodzie na Zimowym Olimpijskim Festiwalu Młodzieży Europy 2015 odbywał się praktycznie przez cały czas trwania imprezy. Turniej mężczyzn odbył się w dniach 26–30 stycznia. Mecz finałowy turnieju mężczyzn był jednym z sześciu rozstrzygnięć medalowych festiwalu w ostatnim dniu tej imprezy. Spotkania rozgrywano w hali Montafon Aktivpark w Tschagguns. W rywalizacji udział brało 6 reprezentacji. W rywalizacji uczestniczyli zawodnicy urodzeni w latach 1998 i 1999.

## Format rozgrywek
Rozgrywki podzielone zostały na dwie fazy. Najpierw wszystkie zespoły mierzą się ze sobą w fazie grupowej, w której zostały podzielone na dwie grupy po 3 zespoły. Rozgrywki tej fazy rozgrywane są systemem kołowym (każdy z każdym). Najlepsze zespoły z grup zagrają ze sobą w finale, ekipy z drugich miejsc w meczu o brązowy medal, natomiast drużyny z ostatnich miejsc powalczą w spotkaniu o piąte miejsce.

## Faza grupowa

### Grupa A
Tabela
|            | M | Pkt | Z | Zd | Pd | P | G+ | G- | +/− |
| ---------- | - | --- | - | -- | -- | - | -- | -- | --- |
| Czechy     | 2 | 6   | 2 | 0  | 0  | 0 | 11 | 3  | +8  |
| Szwajcaria | 2 | 2   | 0 | 1  | 0  | 1 | 4  | 9  | –5  |
| Słowacja   | 2 | 1   | 0 | 0  | 1  | 1 | 2  | 5  | –3  |

Wyniki
| 26 stycznia 2015 | Czechy | 8:2 | Szwajcaria | Montafon Aktivpark, Tschagguns |

| Szczegóły      | Szczegóły | Szczegóły       | Szczegóły                                 | Szczegóły                                                                                             |
| -------------- | --- | --------------- | ----------------------------------------- | --- |
| Godzina: 15:00 | O. Vala (EQ) 07:23 M. Havelka (PP) 13:34 D. Kofron (EQ) 29:02 M. Belohorsky (PP) 33:08 K. Reichel (EQ) 34:37 V. Budik (EQ) 37:57 R. Pavlik (EQ) 48:35 M. Kantner (EQ) 52:00 | (2:1, 4:0, 2:1) | 08:56 (EQ) L. Roberts 51:22 (EQ) F. Berni | Widzów: 350 Sędzia główny: Thomas Berneker Florian Hofer Sędziowie liniowi: Florian Feix Patrick Kalb |
| Godzina: 15:00 | 22 min. kar |                 | 39 min. kar                               | Widzów: 350 Sędzia główny: Thomas Berneker Florian Hofer Sędziowie liniowi: Florian Feix Patrick Kalb |

| 27 stycznia 2015 | Szwajcaria | 2:1 pd. | Słowacja | Montafon Aktivpark, Tschagguns |

| Szczegóły      | Szczegóły                                      | Szczegóły            | Szczegóły            | Szczegóły                                                                                                 |
| -------------- | ---------------------------------------------- | -------------------- | -------------------- | --- |
| Godzina: 15:00 | P. Kurashev (PP2) 14:23 P. Kurashev (EQ) 60:41 | (1:1, 0:0, 0:0, 1:0) | 11:10 (EQ) R. Vaclav | Widzów: 800 Sędzia główny: Michael Graber Kristijan Nikolic Sędziowie liniowi: Florian Feix Daniel Marent |
| Godzina: 15:00 | 4 min. kar                                     |                      | 14 min. kar          | Widzów: 800 Sędzia główny: Michael Graber Kristijan Nikolic Sędziowie liniowi: Florian Feix Daniel Marent |

| 28 stycznia 2015 | Słowacja | 1:3 | Czechy | Montafon Aktivpark, Tschagguns |

| Szczegóły      | Szczegóły              | Szczegóły       | Szczegóły                                                     | Szczegóły                                                                                               |
| -------------- | ---------------------- | --------------- | ------------------------------------------------------------- | --- |
| Godzina: 15:00 | M. Studenic (EQ) 29:23 | (0:2, 1:0, 0:1) | 02:30 (EQ) M. Zachar 18:35 (PP) M. Zachar 55:34 (PP) V. Budik | Widzów: 500 Sędzia główny: Thomas Berneker Michael Graber Sędziowie liniowi: Patrick Kalb Daniel Marent |
| Godzina: 15:00 | 16 min. kar            |                 | 10 min. kar                                                   | Widzów: 500 Sędzia główny: Thomas Berneker Michael Graber Sędziowie liniowi: Patrick Kalb Daniel Marent |

### Grupa B
Tabela
|           | M | Pkt | Z | Zd | Pd | P | G+ | G- | +/− |
| --------- | - | --- | - | -- | -- | - | -- | -- | --- |
| Rosja     | 2 | 6   | 2 | 0  | 0  | 0 | 8  | 2  | +6  |
| Finlandia | 2 | 3   | 1 | 0  | 0  | 1 | 12 | 4  | +8  |
| Austria   | 2 | 0   | 0 | 0  | 0  | 2 | 1  | 15 | –14 |

Wyniki
| 26 stycznia 2015 | Rosja | 3:2 | Finlandia | Montafon Aktivpark, Tschagguns |

| Szczegóły      | Szczegóły                                                       | Szczegóły       | Szczegóły                                   | Szczegóły                                                                                                |
| -------------- | --------------------------------------------------------------- | --------------- | ------------------------------------------- | --- |
| Godzina: 18:30 | P. Popow (EQ) 19:39 M. Bain (EQ) 35:59 N. Popugajew (PP1) 52:15 | (1:1, 1:0, 1:1) | 07:01 (EQ) A. Rasanen 47:40 (EQ) A. Rasanen | Widzów: 800 Sędzia główny: Roland Kellner Kristijan Nikolic Sędziowie liniowi: Gerald Mutz Daniel Sparer |
| Godzina: 18:30 | 14 min. kar                                                     |                 | 8 min. kar                                  | Widzów: 800 Sędzia główny: Roland Kellner Kristijan Nikolic Sędziowie liniowi: Gerald Mutz Daniel Sparer |

| 27 stycznia 2015 | Austria | 0:5 | Rosja | Montafon Aktivpark, Tschagguns |

| Szczegóły      | Szczegóły   | Szczegóły       | Szczegóły                                                                                                 | Szczegóły                                                                                            |
| -------------- | ----------- | --------------- | --- | --- |
| Godzina: 18:30 |             | (0:2, 0:3, 0:0) | 09:41 (EQ) P. Popow 15:05 (EQ) G. Iwanow 30:51 (PS) W. Abramow 31:18 (PP1) D. Sokołow 37:22 (PP1) M. Bain | Widzów: 800 Sędzia główny: Florian Hofer Roland Kellner Sędziowie liniowi: Gerald Mutz Daniel Sparer |
| Godzina: 18:30 | 14 min. kar |                 | 10 min. kar                                                                                               | Widzów: 800 Sędzia główny: Florian Hofer Roland Kellner Sędziowie liniowi: Gerald Mutz Daniel Sparer |

| 28 stycznia 2015 | Finlandia | 10:1 | Austria | Montafon Aktivpark, Tschagguns |

| Szczegóły      | Szczegóły | Szczegóły       | Szczegóły              | Szczegóły                                                                                                 |
| -------------- | --- | --------------- | ---------------------- | --- |
| Godzina: 18:30 | O. Koivula (EQ) 02:04 P. Niemi (EQ) 08:33 O. Makinen (PP1) 14:32 O. Juolevi (EQ) 17:20 E. Tuulola (EQ) 21:32 A. Rasanen (EQ) 37:28 O. Makinen (EQ) 45:15 A. Rasanen (EQ) 45:59 A. Rasanen (EQ) 48:11 K. Vesalainen (EQ) 52:35 | (4:0, 2:0, 4:1) | 53:27 (PP1) J.M. Bluml | Widzów: 800 Sędzia główny: Roland Kellner Kristijan Nikolic Sędziowie liniowi: Florian Feix Daniel Sparer |
| Godzina: 18:30 | 4 min. kar |                 | 10 min. kar            | Widzów: 800 Sędzia główny: Roland Kellner Kristijan Nikolic Sędziowie liniowi: Florian Feix Daniel Sparer |

## Faza pucharowa
Mecz o piąte miejsce
| 29 stycznia 2015 | Słowacja | 9:1 | Austria | Montafon Aktivpark, Tschagguns |

| Szczegóły      | Szczegóły | Szczegóły       | Szczegóły             | Szczegóły                                                                                                |
| -------------- | --- | --------------- | --------------------- | --- |
| Godzina: 15:00 | S. Bucek (EQ) 06:27 A. Ruzicka (EQ) 09:19 P. Hrehorcak (EQ) 12:44 D. Vitek (SH1) 23:33 M. Roman (EQ) 35:06 P. Hrehorcak (EQ) 39:24 S. Rudy (PP1) 50:08 A. Ruzicka (PP2) 53:26 S. Solensky (EQ) 55:55 | (3:0, 3:0, 3:1) | 43:25 (PP1) T. Demuth | Widzów: 800 Sędzia główny: Michael Graber Kristijan Nikolic Sędziowie liniowi: Florian Feix Patrick Kalb |
| Godzina: 15:00 | 12 min. kar |                 | 14 min. kar           | Widzów: 800 Sędzia główny: Michael Graber Kristijan Nikolic Sędziowie liniowi: Florian Feix Patrick Kalb |

Mecz o trzecie miejsce
| 29 stycznia 2015 | Szwajcaria | 2:4 | Finlandia | Montafon Aktivpark, Tschagguns |

| Szczegóły      | Szczegóły                                        | Szczegóły       | Szczegóły                                                                                      | Szczegóły                                                                                            |
| -------------- | ------------------------------------------------ | --------------- | ---------------------------------------------------------------------------------------------- | --- |
| Godzina: 18:30 | N. Hischier (PP1) 07:46 D. Volejnicek (EQ) 40:11 | (1:2, 0:2, 1:0) | 00:28 (EQ) S. Moilanen 09:30 (EQ) J. Kuokkanen 21:37 (PP1) K. Vesalainen 24:25 (EQ) E. Tuulola | Widzów: 800 Sędzia główny: Florian Hofer Roland Kellner Sędziowie liniowi: Gerald Mutz Daniel Sparer |
| Godzina: 18:30 | 4 min. kar                                       |                 | 8 min. kar                                                                                     | Widzów: 800 Sędzia główny: Florian Hofer Roland Kellner Sędziowie liniowi: Gerald Mutz Daniel Sparer |

Finał
| 30 stycznia 2015 | Czechy | 5:9 | Rosja | Montafon Aktivpark, Tschagguns |

| Szczegóły      | Szczegóły | Szczegóły       | Szczegóły | Szczegóły                                                                                                |
| -------------- | --- | --------------- | --- | --- |
| Godzina: 15:00 | M. Belohorsky (PP1) 02:00 O. Najman (PP1) 26:10 D. Kofron (EQ) 29:25 M. Kacirek (EQ) 49:38 T. Smerha (EQ) 54:13 | (1:2, 2:2, 2:5) | 17:09 (EQ) M. Bain 19:24 (PP1) W. Abramow 23:31 (PP1) N. Popugajew 33:07 (EQ) M. Meszczerjakow 43:21 (EQ) P. Popow 43:48 (EQ) D. Sokołow 48:26 (EQ) D. Sokołow 53:02 (PP1) N. Popugajew 55:30 (EQ) M. Bain | Widzów: 1500 Sędzia główny: Thomas Berneker Michael Graber Sędziowie liniowi: Patrick Kalb Daniel Marent |
| Godzina: 15:00 | 45 min. kar |                 | 37 min. kar | Widzów: 1500 Sędzia główny: Thomas Berneker Michael Graber Sędziowie liniowi: Patrick Kalb Daniel Marent |

## Ostateczna kolejność
| Lp.   | Drużyna    |
| ----- | ---------- |
| złoto | Rosja      |
|       | Czechy     |
|       | Finlandia  |
| 4     | Szwajcaria |
| 5     | Słowacja   |
| 6     | Austria    |